# Roger Mendy
Pour les articles homonymes, voir Mendy.
Roger Mendy, né le 8 février 1960  à Dakar, est un footballeur sénégalais qui évoluait au poste de défenseur central. Il était le libéro de l'équipe nationale du Sénégal.
Il a participé au Jubilé Roger Milla.

## Carrière
Après avoir commencé sa carrière à la Jeanne d'Arc Dakar, Roger Mendy initia son expérience européenne en France en 1984 quand Rolland Courbis entraîneur à Toulon avait commencé à s'intéresser sur le défenseur sénégalais. Courbis l’avait finalement recruté dans son équipe, l’ayant déjà visionné quelques années auparavant lors d’une tournée de l’équipe monégasque en Afrique.
Après trois saisons à Toulon, en 1989-1990, il a été engagé par Monaco qui lui a permis de jouer et de se faire remarquer en Europe.
Roger Mendy était arrivé dans le championnat italien 1992-1993 au Pescara Calcio qui l’avait engagé pour un milliard et 800 millions de lires avec un engagement annuel de 350 millions.
C’est dans ce club qu’il a disputé les deux dernières saisons de sa carrière dans le championnat italien avant de s’établir durant des années dans la ville italienne. Il a été le premier joueur africain à avoir marqué un but en Série A en Italie. 
Roger Mendy vit actuellement au Sénégal et fait partie de la Direction Technique de l'Association sportive et culturelle Jeanne d'Arc de Dakar.
- 1979-1986 :  Jeanne d'Arc Dakar
- 1986-1989 :  SC Toulon Var
- 1989-1992 :  AS Monaco
- 1992-1994 :  Pescara Calcio
- 1994-1995 :  Al-Nassr Riyad

## Palmarès

### En club
- Vainqueur de la Coupe de France en 1991 avec l'AS Monaco
- Finaliste de la Coupe d'Europe des Vainqueurs de Coupe en 1992 avec l'AS Monaco
- Vice-champion de France en 1991 et en 1992 avec l'AS Monaco

### En équipe du Sénégal
- 87 sélections entre 1979 et 1995